# Sergei Pawlowitsch Finikow
Sergei Pawlowitsch Finikow, russisch Сергей Павлович Фиников, englische Transkription Sergei Pavlovich Finikov, (* 3. November 1883 in Nowgorod; † 27. Februar 1964 in Moskau) war ein russischer Mathematiker.

## Leben und Werk
Finikow studierte an der Universität Moskau mit dem Abschluss 1906. Er war ein Schüler von Dmitri Fjodorowitsch Jegorow. 1918 wurde er Professor an der Lomonossow-Universität.
Finikow befasste sich mit Differentialgeometrie, zum Beispiel zur Biegung von Flächen, und galt in der Sowjetunion als einer der Väter der modernen projektiven Differentialgeometrie, die sich im 20. Jahrhundert entwickelte, und gründete in der Sowjetunion eine Schule von Differentialgeometern. Weitere prominente Vertreter der Differentialgeometrie an der Lomonossow-Universität zu seiner Zeit waren Weniamin Kagan und dessen Schüler Pjotr Konstantinowitsch Raschewski.
Er übersetzte 1960 Vorlesungen von Elie Cartan über dessen Methode des orthogonalen begleitenden Dreibeins (repère mobile) in der Riemannschen Geometrie, die er mit Kommentaren versah, aus dem Französischen ins Russische, wobei er diese aber eigenständig bearbeitete. Davon erschien eine englische Übersetzung durch seinen Schüler Wladislaw W. Goldberg.

## Schriften
- Déformation à réseau conjugué persistant et problèmes géométriques qui s'y rattachent, Gauthier-Villars 1939
- Метод внешних форм Картана в дифференциальной геометрии: теория совместности систем дифференциальных уравнений в полных дифференциалах и в частных производных (Cartans Methode der äußeren Formen in der Differentialgeometrie: die Theorie der Kompatibilität von Differentialgleichungssystemen in totalen Differentialen und in partiellen Ableitungen), Moskau 1948
- Theorie der Kongruenzen, Akademie Verlag, Berlin 1959 (=Mathematische Lehrbücher und Monographien II, Band 10) (zuerst Russisch 1956)
- Vorlesungen in Differentialgeometrie (Russisch), Moskau 1952